# Narhvaler
Narhvalerne (Monodontidae) er en familie af tandhvaler, der kun indeholder to nærtbeslægtede nulevende arter, narhval og hvidhval. Begge arter er højarktiske og findes langs kysten og i pakisen i det nordlige Atlanterhav og Stillehav.
Begge arter er mellemstore, 3-5 meter lange med en veludviklet melon og et kort eller manglende næb. Hannerne af narhval er umiskendelige med deres flere meter lange stødtand, der peger lige fremad. Begge arter mangler en egentlig rygfinne. 
Både hvidhval og narhval er eftertragtede af inuit i Grønland og Canada på grund af deres velsmagende kød og spæk samt c-vitaminholdige hud (mattak) og jagten er underlagt et kvotesystem. Der er bekymring for om jagten på lokale bestande er bæredygtig (manglende reference?).

## Taksonomi
Underorden Tandhvaler (Odontoceti)
- Familie Narhvaler (Monodontidae)
  - Slægt Delphinapterus
    - Hvidhval, Delphinapterus leucas
- Underfamilie Monodontinae
  - Slægt Monodon
    - Narhval, Monodon monoceros